# José Augusto Moreno
José Augusto Moreno (San Miguel de Tucumán, 14 de octubre de 1934-San Miguel de Tucumán, 6 de febrero de 1996) fue un periodista y poeta argentino.

## Biografía
Desde muy joven tuvo inclinación por las tareas literarias; especialmente, la poesía. En 1956 se inició como periodista en el vespertino Noticias, del cual llegó a ser jefe de redacción. Su actividad profesional tuvo gran intensidad, tanto en los medios escritos como radiales. Fue colaborador del suplemento literario de La Gaceta y del diario La Tarde. Ocupó funciones de responsabilidad en el diario El Pueblo y en la emisora LV12, y se desempeñó como director regional del Fondo Nacional de las Artes. En 1972, participó de la antología ilustrada 'Los poetas que cantan, editada en Cosquín, y en 1992 publicó Cuadernos de coplas. Pero la mayor parte de su obra literaria permaneció inédita. Ganó varios premios en salones del Poema Ilustrado, con plásticos como Ezequiel Linares, Ernesto Dumit y Donato Grima. Tuvo una vasta e importante actuación en el terreno de la canción folclórica, y compuso con Rolando Valladares y Gustavo "Cuchi" Leguizamón, entre otros notables. Con Luis Gentilini, dio a luz varias páginas y obras de largo aliento, como Jesucristo, año 2000. Gran bohemio, «Moreno era propietario de una vasta cultura y de profundos conocimientos bíblicos», destacó la prensa. Falleció en un accidente de tránsito en Tucumán, el 6 de febrero de 1996.

## Premios
- Primer premio en los Juegos Florales del Tejar (1958)
- Premio Regional "Canto a la Zafra" (1960)
- Primer premio nacional de Poesía Nativista (1964)
- Premio nacional sesquicentenario "Canto a Tucumán" (1966)
- Primer premio IV Salón del Poema Ilustrado (1967)
- Premio único (compartido con el músico Luis Víctor Gentilini) "Canción Folklórica Representativa del Noroeste Argentino" (1967)
- Primer premio del VIII Salón del Poema Ilustrado (1971)